# Öl-auf-Glas-Animation
Die Öl-auf-Glas-Animation ist eine Animationstechnik.
Bei dieser Technik wird eine Glasscheibe, die von unten von einem Leuchttisch beleuchtet wird, (teilweise mit Fingern) mit Ölfarbe bemalt und dann abfotografiert. Da diese erst nach längerer Zeit trocknet, kann das Gemalte mehrmals verwischt oder anders bearbeitet werden. Anstatt Öl werden manchmal auch Wasserfarben wie Gouache (vermischt mit Glycerin, um den Prozess des Trockens zu verlangsamen) oder Stoffe wie Sand verwendet. Letztere wird Sand-auf-Glas-Animation genannt.
Die Öl-auf-Glas-Animation gilt als „alternativ“ beziehungsweise „experimentell“, weil sie fast immer von einem einzelnen Animator anstatt in einem großen Studio erstellt wird. Der bekannteste diese Technik verwendende Künstler ist der russische Animator Alexander Petrow, der für seine seit Ende der 1980er-Jahre erscheinenden Werke mit zahlreichen Preisen ausgezeichnet wurde. Sein längstes Werk davon ist das Oscar-preisgekrönte The Old Man and the Sea (1999), basierend auf der gleichnamigen Erzählung von Ernest Hemingway. Petrows Gemälde wurden mit einer IMAX-Kamera abfotografiert. Für diesen zwanzigminütigen Film erstellte Petrow über 29.000 Aufnahmen. Weitere Vertreter dieser Technik sind beispielsweise Caroline Leaf (The Street, 1976; sonst vor allem Sand-auf-Glas-Animationen) und Jochen Kuhn. 2021 entstand mit Die Odyssee ein 84 Minuten langer, abendfüllender Spielfilm in dieser Technik von Florence Miailhe.